# El Noticiero Sevillano
El Noticiero Sevillano fue un diario español editado en Sevilla entre 1893 y 1933.

## Historia
Fundado el 25 de marzo de 1893 por Francisco Peris Mencheta, en su época estuvo se le consideró un diario independiente y de tendencia monárquica. Nació bajo el subtítulo Diario Independiente de Noticias, que mantuvo durante toda su existencia. Su sede e instalaciones se encontraban situadas en el número 12 de la calle Alfonso XII.
Se convirtió en uno de los exponentes del nuevo periodismo en la Sevilla de comienzos del siglo XX, así como uno de los diarios más modernos, y hubo momentos en que fue uno de los diarios con mayor tirada de ámbito de Andalucía occidental. Sin embargo, no tardaría en ser desbancado por su rival El Liberal de Sevilla e incluso por La Unión Mercantil de Málaga, que también lo desbancó a nivel andaluz. Durante sus últimos años de existencia el diario entró en una fuerte decadencia. Acabó desapareciendo el 12 de febrero de 1933. El espacio que dejó El Noticiero Sevillano fue ocupado en buena medida por el ABC de Sevilla, que atrajo a muchos de los lectores del antiguo diario.

## Directores
Entre los que dirigieron el diario destacan Francisco Peris Mencheta (director hasta 1898), Sixto Pérez Rojas, Ramiro Guardón, Juan Carretero Luca de Tena. También llegaron a tener el cargo de director en funciones Francisco Hernández Mir y Fernando Llorca, en 1898 y 1899, respectivamente.